# Att förneka antecedenten
Att förneka antecedenten är ett formellt felslut, en typ av argumentationsfel, där det påstås att eftersom negationen av antecedenten är sann så är också negationen av konsekventen det. Felslutet har formen: Om A, så B. Icke-A är fallet, därav icke B. Ett påstående har följande form:
{\displaystyle A\rightarrow B} (A implicerar B)
{\displaystyle \therefore \neg A\rightarrow \neg B} (således, icke-A implicerar icke-B)
Ett exempel på ett argument utifrån felslutet att förneka antecedenten är:
För att komma in på krogen måste du vara 18 år gammal.
Du är inte inne på krogen.
Därav är du inte 18 år gammal.
I det givna exemplet är det relativt enkelt att hitta felslutet, eftersom en person uppenbarligen kan vara 18 år gammal utan att befinna sig på en krog. Det finns däremot påstående som följer samma form men på grund av de formuleras annorlunda gör det svårare att upptäcka felslutet. Exempelvis:
Om man röstar i valet påverkar man politiken i landet. Eftersom du inte har röstat så har du inte gjort det.
Här kan påstående tyckas vara giltigt, men endast om andra sätt att påverka politiken i landet ignoreras (demonstration, politiskt strejk). Det som kan göra det svårt att upptäcka att ett påstående begår felslutet att förneka antecedenten är att det liknar en argumentationsform som är giltig, modus tollens (att förneka konsekventen). 
Ett relaterat felslut är att bekräfta konsekventen.